# Lepidagathis prostrata
Lepidagathis prostrata är en akantusväxtart som beskrevs av Dalz.. Lepidagathis prostrata ingår i släktet Lepidagathis och familjen akantusväxter. Inga underarter finns listade i Catalogue of Life.